# Cassina Valsassina
Cassina Valsassina är en ort och kommun i provinsen Lecco i regionen Lombardiet i Italien. Kommunen hade 515 invånare (2018).